# Perła w koronie
Perła w koronie é um filme de drama polonês de 1971 dirigido e escrito por Kazimierz Kutz. Foi selecionado como representante da Polônia à edição do Oscar 1972, organizada pela Academia de Artes e Ciências Cinematográficas.

## Elenco
- Łucja Kowolik - Wikta
- Olgierd Łukaszewicz - Jas
- Jan Englert - Erwin Maliniok
- Franciszek Pieczka - Hubert Siersza
- Jerzy Cnota - August Mol
- Bernard Krawczyk - Franciszek Bula
- Tadeusz Madeja - Ochman
- Henryk Maruszczyk - Alojz Grudniok
- Marian Opania - Albert
- Jerzy Siwy - Milenda